# Жанзе
Жанзе (фр. Janzé) — коммуна на северо-западе Франции, находится в регионе Бретань, департамент Иль и Вилен, округ Фужер-Витре, центр одноименного кантона. Расположена в 22 км к юго-востоку от Ренна. В центре коммуны находится железнодорожная станция Жанзе линии Шатобриан-Ренн.
Население (2018) — 8 329 человек. 

## История
На территории нынешнего Жанзе люди жили со времен неолита, о чем свидетельствуют несколько сохранившихся до наших дней менгиров, самым известным из которых является менгир Пьер-де-Фе (Pierre des Fées). Предполагается, что они связаны с известным мегалитическим памятником Ла-Рош-о-Фе, расположенным в 9 км к юго-востоку от Жанзе.
Население Жанзе приветствовало Великую французскую революцию и с 1795 года отмечало революционные праздники, главным из которых является празднование годовщины казни короля Людовика XVI с принесением клятвы ненависти королю и анархии.
В XIX веке Жанзе, наряду с Шатожироном, становится важным центром производства парусиновых полотен.

## Достопримечательности
- Неороманская церковь Святого Мартина конца XIX века, построенная на месте одноименной средневековой церкви
- Менгир Пьер-де-Фе
- Шато де ла Жаруссе XV века, в настоящее время здание сельскохозяйственного института
- Шато де ла Тюле XIV века

## Экономика
Структура занятости населения:
- сельское хозяйство — 4,6 %
- промышленность — 16,4 %
- строительство — 7,3 %
- торговля, транспорт и сфера услуг — 41,5 %
- государственные и муниципальные службы — 30,2 %

Уровень безработицы (2018) — 8,9 % (Франция в целом —  13,4 %, департамент Иль и Вилен — 10,4 %). 

Среднегодовой доход на 1 человека, евро (2018) — 21 930 (Франция в целом — 21 730, департамент Иль и Вилен — 22 230).

## Демография
Динамика численности населения, чел.

## Администрация
Пост мэра Жанзе с 2012 года занимает Юбер Пари (Hubert Paris). На муниципальных выборах 2020 года возглавляемый им левый блок победил в 1-м туре, получив 52,0 % голосов.
| Период | Период | Фамилия    | Партия                                  | Примечания                                                             |
| ------ | ------ | ---------- | --------------------------------------- | ---------------------------------------------------------------------- |
| 1977   | 1995   | Жан Режан  | Центристы                               | мастер по мрамору                                                      |
| 1995   | 2008   | Поль Шоссе | Разные правые Союз за народное движение | руководитель столярной компании, член Генерального совета департамента |
| 2008   |        | Юбер Пари  | Разные левые                            | инженер-агроном                                                        |

## Галерея

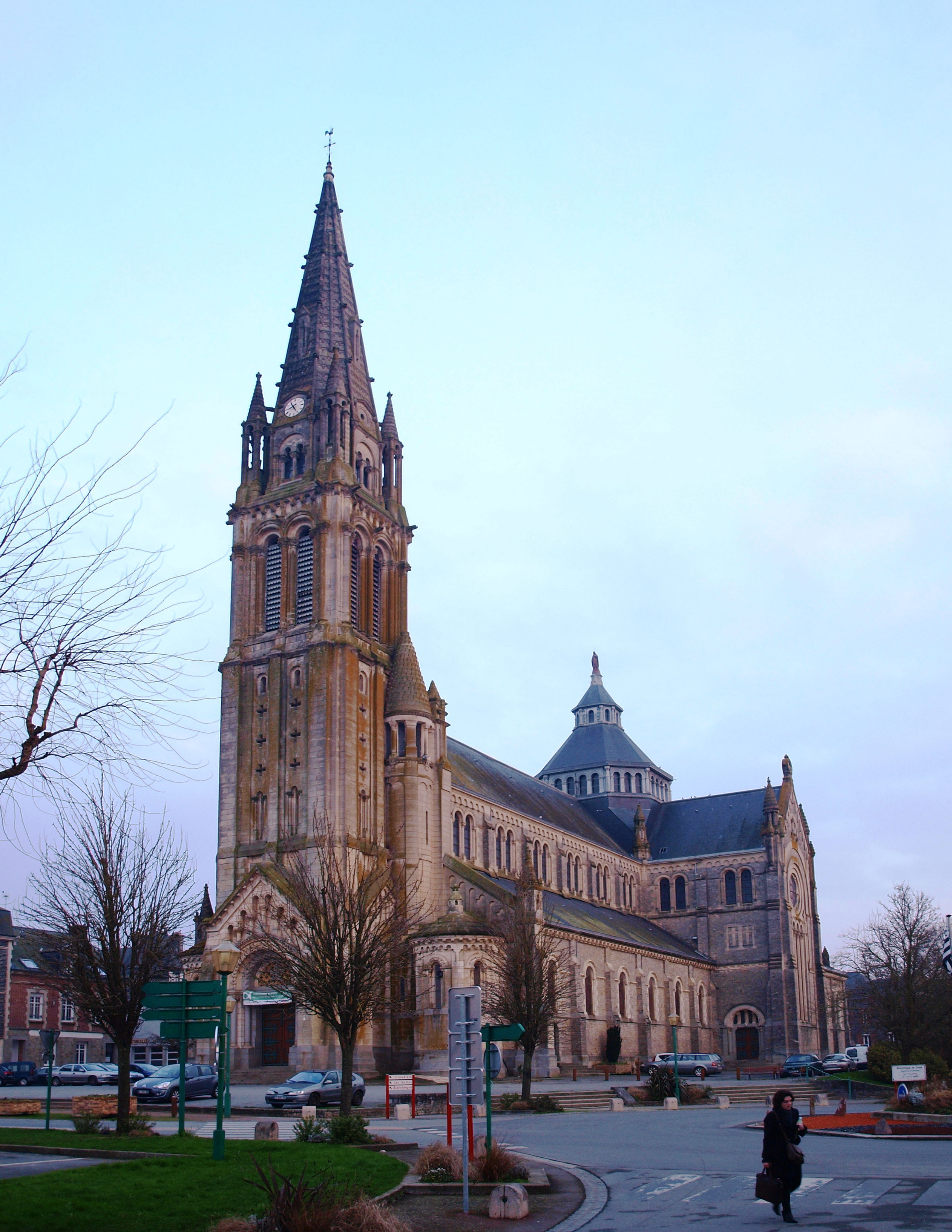
Церковь Святого Мартина
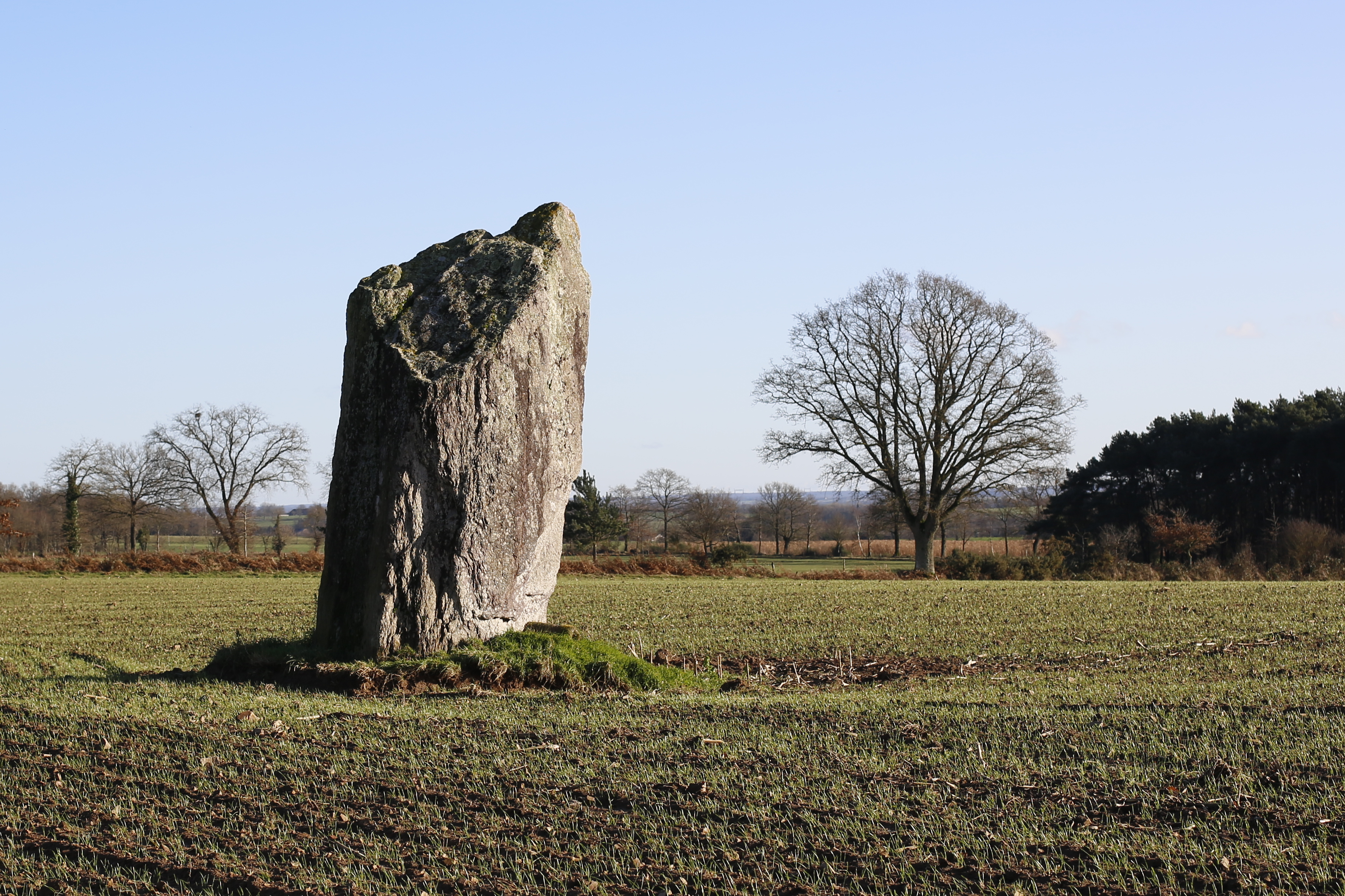
Менгир Пьер-де-Фе